# Songwriters Hall of Fame
Songwriters Hall of Fame är en del av National Academy of Popular Music. Den grundades 1969 av låtskrivaren Johnny Mercer och musikförläggarna Abe Olman och Howie Richmond. 
Målet var att skapa ett museum, men museet existerar än så länge bara virtuellt. Det finns ett kontor i New York i USA, varifrån man anordnar workshopar, stipendier med mera till lovande låtskrivartalanger.